# رالف هرمان
رالف هرمان (بالإنجليزية: Ralph Hermann)‏ هو ملحن أمريكي، ولد في 9 فبراير 1914، وتوفي في 28 يوليو 1994.

## وصلات خارجية
- رالف هرمان على موقع IMDb (الإنجليزية)
- رالف هرمان على موقع ميوزك برينز (الإنجليزية)